# Popcorn (Federica Carta)
Popcorn è il primo EP della cantante italiana Federica Carta, pubblicato il 15 febbraio 2019 dalla Universal Music Italia. L’EP è considerato un continuum del secondo album della cantante, Molto più di un film.

## Descrizione
L'EP contiene sei brani di cui Federica Carta è anche autrice. Nell'album è inclusa anche una versione acustica di Dove sei, brano già contenuto nel secondo album della cantante. L'album è stato anticipato dal singolo Mondovisione, colonna sono del film La Befana vien di notte di Michele Soavi.
Il disco è uscito in seguito alla partecipazione di Federica al Festival di Sanremo 2019, in coppia con Shade, con il brano Senza farlo apposta che, raggiunge la 5ª posizione nella classifica settimanale dei singoli più venduti di FIMI.

## Tracce
1. Senza farlo apposta (feat. Shade) – 3:35 (testo: Shade, Jacopo Ettorre – musica: Giacomo Roggia)
2. Popcorn – 3:42 (testo: Federica Carta, Marco OLI Poletto)
3. Raro – 3:32 (Davide Simonetta, Giulia Anania)
4. Io so aspettare – 3:05 (testo: Federica Carta, Daniele Conti, Federico Fabiano, Antonio Iammarino)
5. Quando l'amore chiama – 3:23 (Federica Carta, Marta Venturini, Giulia Anania)
6. Dove sei (Acoustic Version) – 3:14 (testo: Daniele Conti e Federica Carta – musica: Federico Fabiano e Niccolò Verrienti)
7. Mondovisione – 3:33 (Andrea Farri , Daniele Lazzarin, Daniele Mungai, Daniele Dezi)

## Classifiche
| Classifica (2019) | Posizione massima |
| ----------------- | ----------------- |
| Italia            | 3                 |